# Moedas de euro austríacas
O Euro (EUR ou €) é a moeda comum para as nações que pertencem à União Europeia e que aderiram à zona Euro. As moedas de euro têm dois lados diferentes: um lado comum, europeu, mostrando o valor da moeda, e um lado nacional, mostrando um desenho escolhido pelo país membro da UE onde a moeda foi cunhada. Cada país membro tem um ou vários desenhos únicos a esse país.
Para visualizar as imagens do lado comum e para ter uma descrição detalhada das moedas, ver moedas de euro.

As moedas de euro austríacas apresentam um desenho diferente para cada uma das moedas, tendo no entanto um tema comum para cada uma das séries. As moedas menores representam flores austríacas, as do meio exemplos de arquitectura de Viena, a capital da Áustria, e as duas moedas maiores contêm efígies de austríacos famosos. Todas as moedas incluem ainda as 12 estrelas da UE, assim como o ano de cunhagem.
Todas as moedas foram desenhadas por Josef Kaiser.
| € 0,01                                                           | € 0,02                                                                             | € 0,05                                        |
| ---------------------------------------------------------------- | ---------------------------------------------------------------------------------- | --------------------------------------------- |
|                                                                  |                                                                                    |                                               |
| A Genciana, uma flor dos Alpes Austríacos                        | A Pata-de-Leão, uma flor dos Alpes Austríacos                                      | A Primavera, uma flor do Alpes Austríacos     |
| € 0,10                                                           | € 0,20                                                                             | € 0,50                                        |
|                                                                  |                                                                                    |                                               |
| Catedral de St. Stephen, Viena - arquitetura gótica              | Palácio Belvedere, exemplo de arquitetura barroca                                  | O Edifício da Separação, exemplo de Arte nova |
| € 1,00                                                           | € 2,00                                                                             |                                               |
|                                                                  |                                                                                    |                                               |
| Wolfgang Amadeus Mozart, O famoso compositor e músico austríaco. | Bertha von Suttner, Pacifista radical austríaca laureada com o Prémio Nobel da Paz |                                               |